# Labomar
Die Labomar S.p.A. ist ein italienisches Pharmazieunternehmen mit Sitz in Istrana.

## Geschichte
Die Familie Bertin betrieb seit 1917 eine Apotheke in Istrana. 1998 wurde das Unternehmen Labomar gegründet. Es ist seit 2020 börsennotiert. 2023 hat Labomar die B Corp-Zertifizierung erhalten.

## Produkte
Das Unternehmen produziert Nahrungsergänzungsmittel, Probiotika, verschreibungsfreie Medikamente und Kosmetika.

## Struktur
Zu Labomar-Gruppe gehören:
- Labomar Canada, Montreal (1990 gegründet, seit 2019 zu Labomar)
- Welcare, Orvieto (2000 gegründet, seit 2021 zu Labomar)
- Labiotre, Sambuca Val di Pesa
- Laboratorios Entema, Palau-solità i Plegamans